# Invicta Watch Group

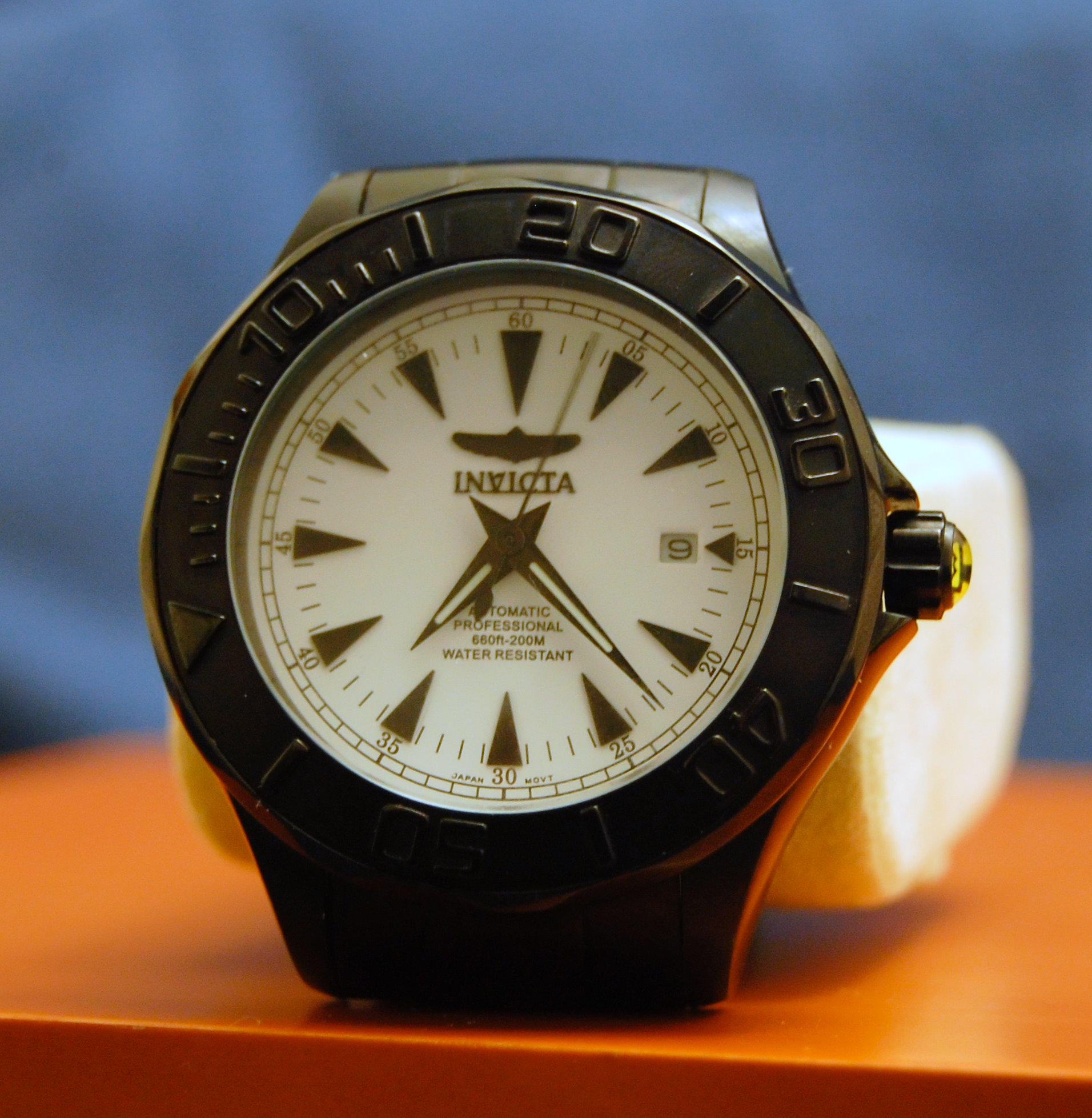
Invicta Ocean Ghost (2008)

L'Invicta Watch Group è un'azienda produttrice d'orologi svizzera fondata nel 1837, da parte di Raphael Picard a La Chaux-de-Fonds. Nei primi anni 1980 Invicta dichiarò bancarotta e nel 1983 venne venduta alla Ondix S.A, che continuò per un periodo a produrre gli orologi Invicta a Bienne. La Ondix, tuttavia, non riuscì a far fronte al decrescente volume di vendite, provocata in larga parte dalla crisi del quarzo, e il marchio Invicta venne quindi venduto di nuovo, questa volta ristabilendosi, nel 1991, come marchio statunitense. Nel 2016 l'azienda ha acquisito la Glycine Watch.

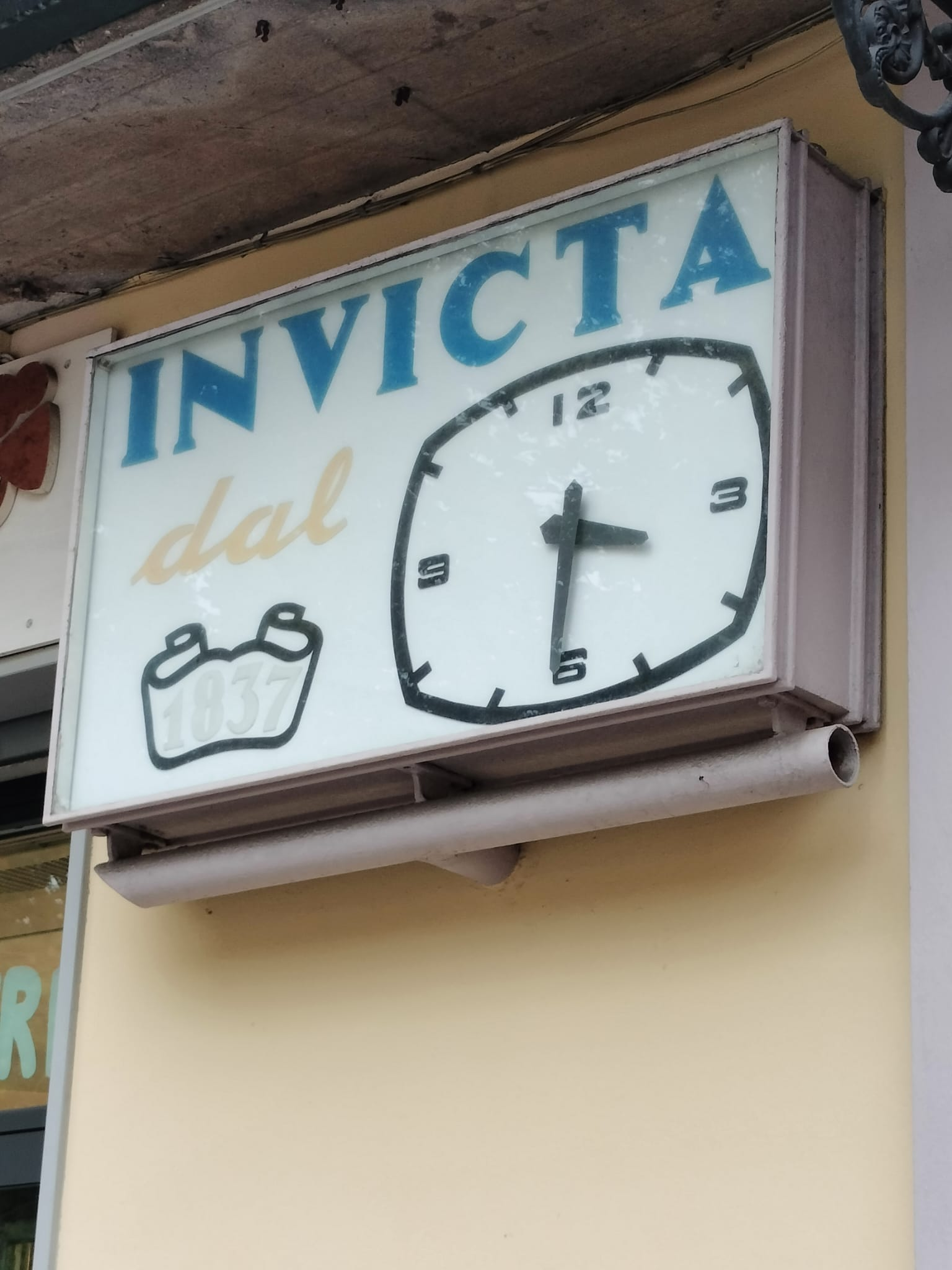
Insegna pubblicitaria Invicta

La sede principale della compagnia è ad Hollywood, Florida, Stati Uniti d'America, mentre una sede secondaria è ad Hong Kong, Cina.

## Collaborazioni

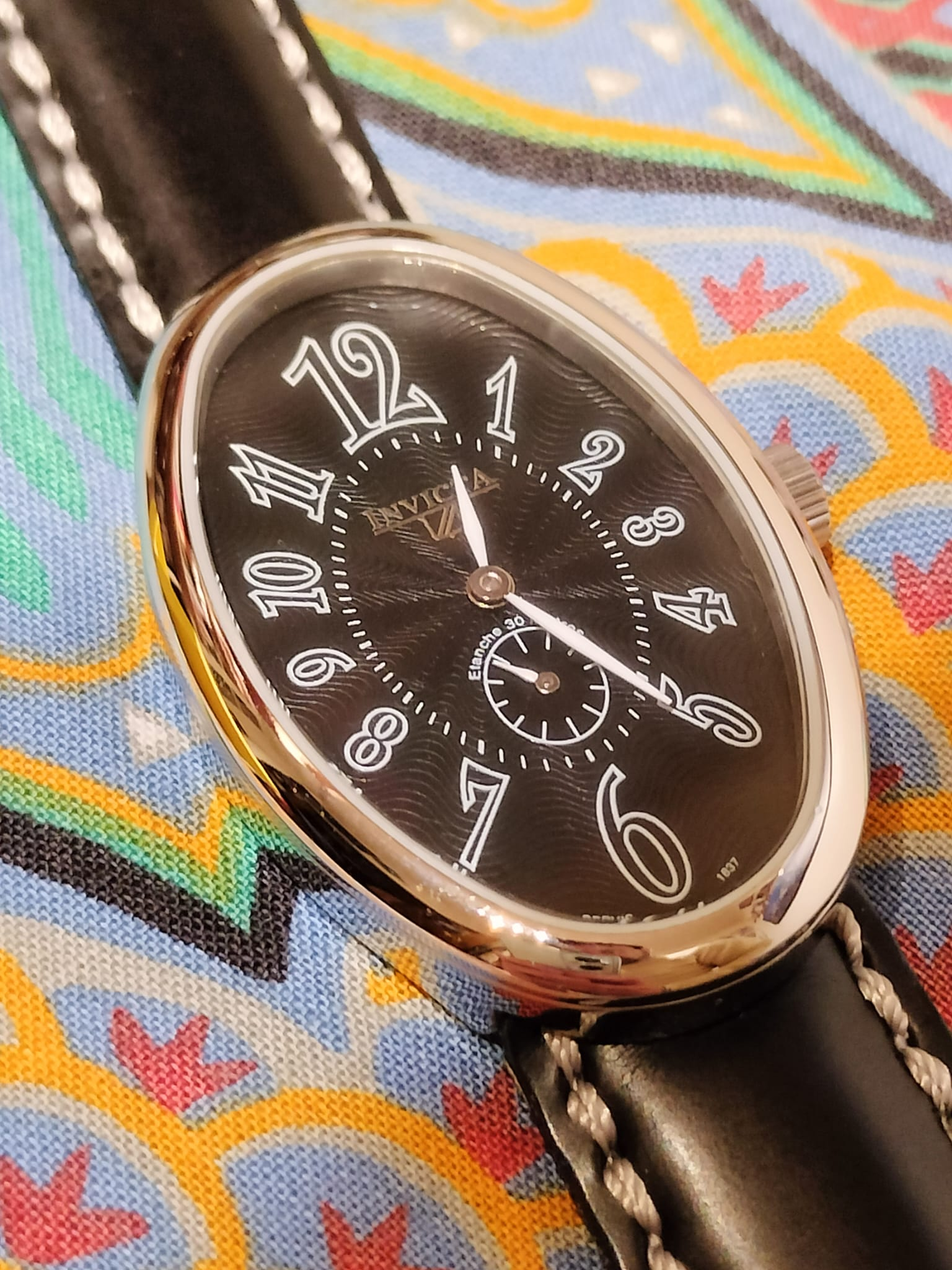
Invicta al quarzo

Nel novembre del 2012, Invicta ha annunciato una linea di orologi prodotta e pubblicizzata in collaborazione con il giocatore di football americano Jason Taylor, membro dal 2017 della Hall of Fame della NFL.
Nel febbraio 2020 ha annunciato una nuova collaborazione con l'Authentic Brands Group (ABG) e con Shaquille O'Neal.
Invicta mantiene numerose altre collaborazioni con, tra le altre, la Disney, la Marvel Comics, la DC Comics e con l'esercito e la marina militare statunitensi.